# Serpent dans la culture
 (septembre 2010).
Si vous disposez d'ouvrages ou d'articles de référence ou si vous connaissez des sites web de qualité traitant du thème abordé ici, merci de compléter l'article en donnant les références utiles à sa vérifiabilité et en les liant à la section « Notes et références ».

## Le serpent dans les religions

### Civilisation minoenne

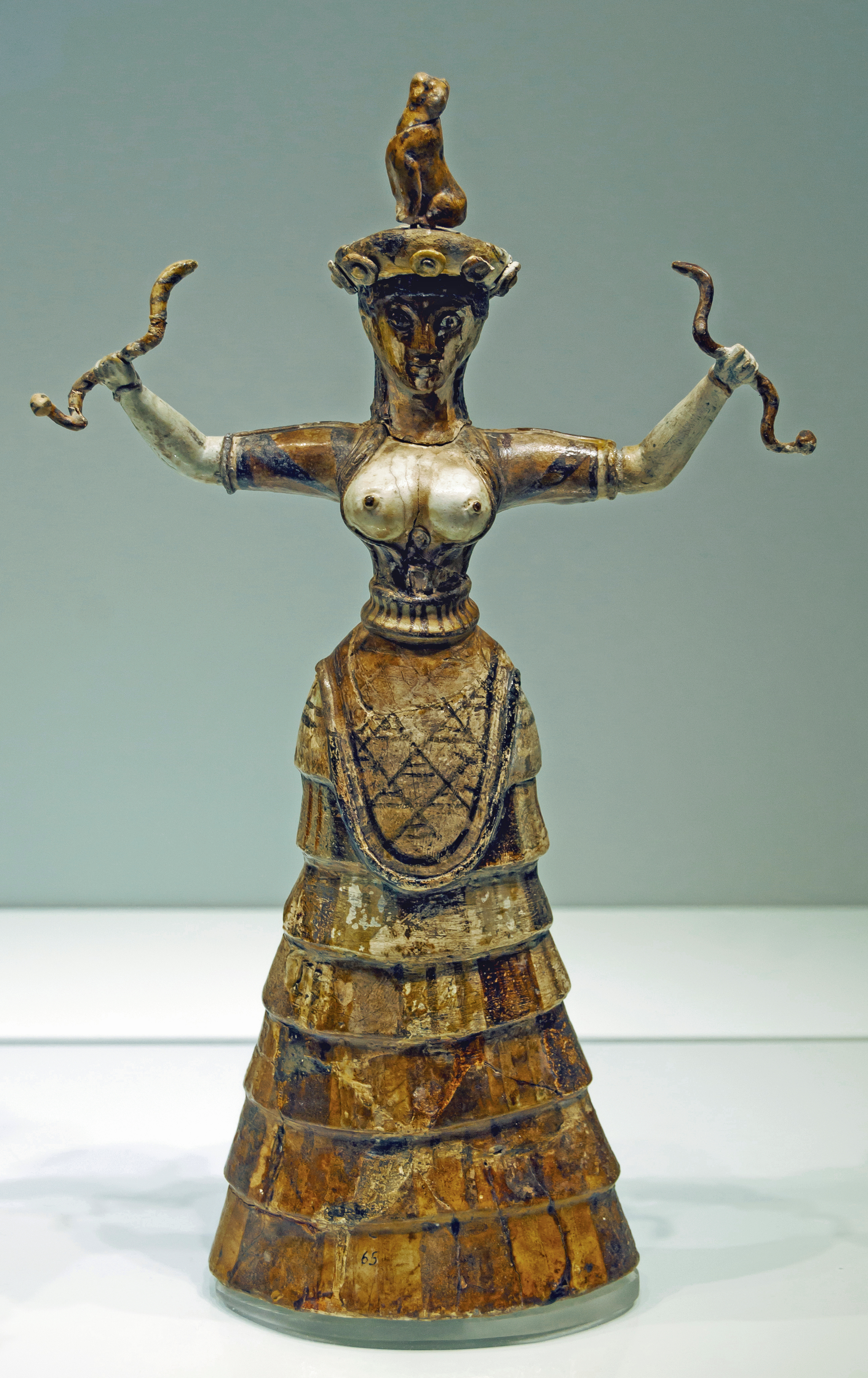
Figurine de déesse serpent, Musée archéologique d'Héraklion (v. 1600 av. J.-C.).

La déesse serpent serait une divinité chthonienne de la civilisation minoenne, culture archaïque encore très mal connue. Des figurines datant d'environ -1600 ont été retrouvées grâce à des fouilles archéologiques à Knossos, en Crète, représentant des femmes tenant des serpents, figurant peut-être des déesses et le terme « déesse serpent » est donc utilisé pour désigner la figure représentée.

### En Égypte ancienne
- Uræus
- Apophis
- Teka-Hra

Dans l’Égypte antique, le serpent était également l'un des douze animaux sacrés associé aux douze heures du jour et de la nuit.

### En Inde

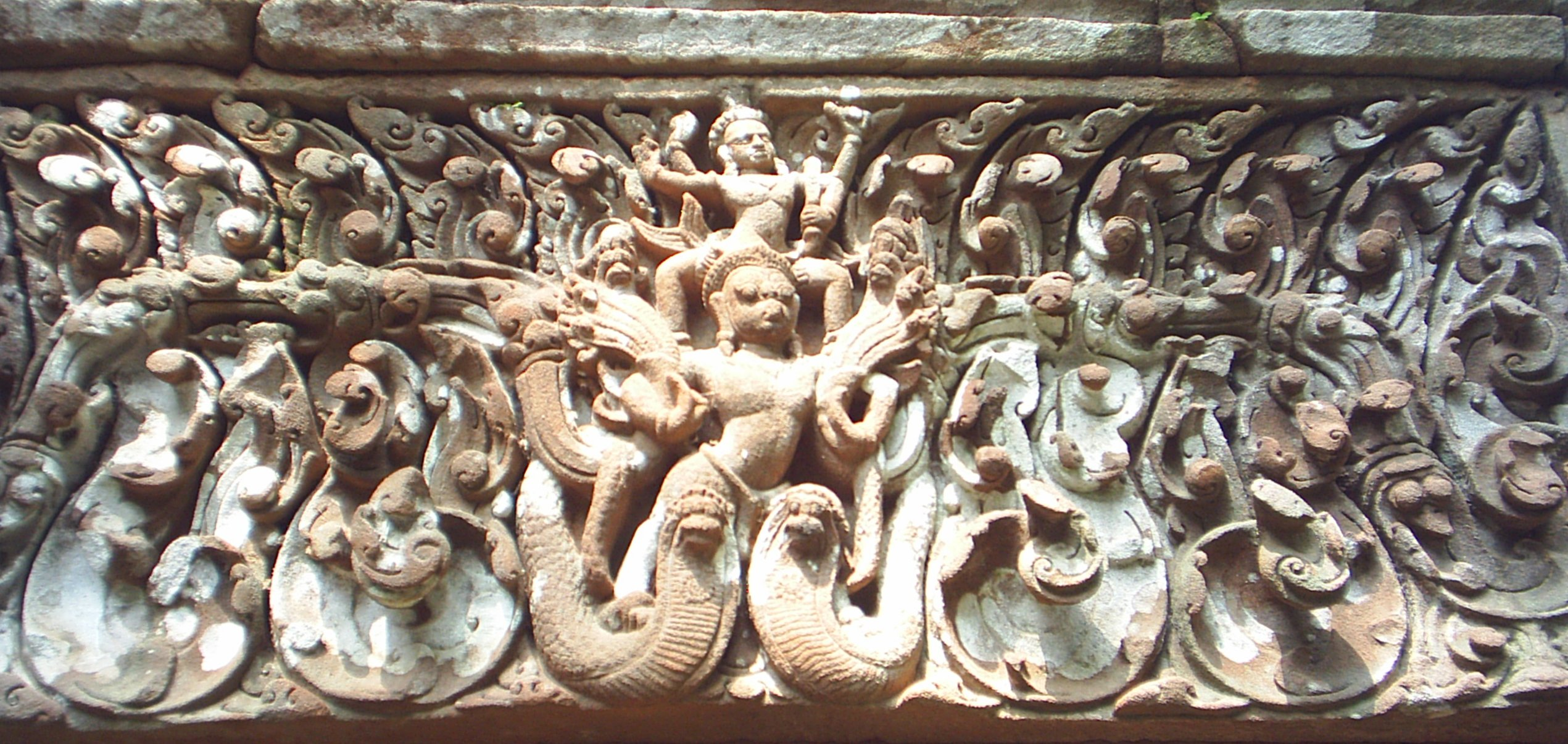
Vishnu chevauchant Garuda

En Inde et dans toutes les régions avoisinantes, depuis l’aube de la civilisation indienne, le serpent joue un rôle-clé, et fait l’objet d’une grande vénération et des cultes les plus divers ; et le bouddhisme comme le jaïnisme l’ont même adopté comme symbole.
Les adeptes de Vishnu attribuèrent aux serpents une auréole maléfique et les firent affronter Krishna, ou encore Garuda, l’oiseau-monture de Vishnu. Le frère lui-même de Krishna, Baladeva (ou Balarama) est censé être une incarnation de Ananta, le grand serpent sur lequel repose Vishnu. 
Et que ce soit sous la forme du cobra lové autour de Shiva ; d’Ananta ou de Shesha, le serpent originel ; de Kaliya, le serpent géant vaincu par Krishna; de la Kundalini du tantrisme ; ou des Naga, mi-serpent mi-humains vénérés avant même les Aryens ; le serpent  joue un rôle primordial dans la mythologie indienne.
Mais il est intéressant de voir la place également importante qu’il occupe dans la symbolique (par exemple, du fait de ses différentes mues, le serpent représente le cycle des réincarnations, le samsara).

#### Cultes et festivités
Près de Madras, à Mahâballipuram, un lingam (symbole de Shiva qu'une partie des chercheurs considère comme phallique) de pierre mesurant 3 mètres est gardé depuis 13 siècles par un cobra à sept têtes.
Dans les cultes populaires, le cobra tient une grande place et son effigie orne souvent les pierres appelées Gramadevata, ou divinités du village, placées sous les banyans. 
Ainsi, au début de la saison des pluies, dans le Rajasthan, au Bengale et au Tamil Nadu, on lui rend chaque année un culte particulier, en offrant du lait et de la nourriture aux serpents.
Le Naga-panchami est le nom de cette fête célébrée le cinquième jour après la pleine lune ouvrant le mois de Shravan (juillet-août). C'est le seul jour de l'année où l'on ne craint pas de rencontrer un serpent.
À Battis Shirale, dans le Maharashtra, cette fête prend même les proportions d’un grand festival, où personne ne craint les serpents censés être pacifiques ce jour-là (rappelons qu’une morsure de cobra attaque le système nerveux et paralyse le système respiratoire jusqu’à la mort).

#### Naga et cobras

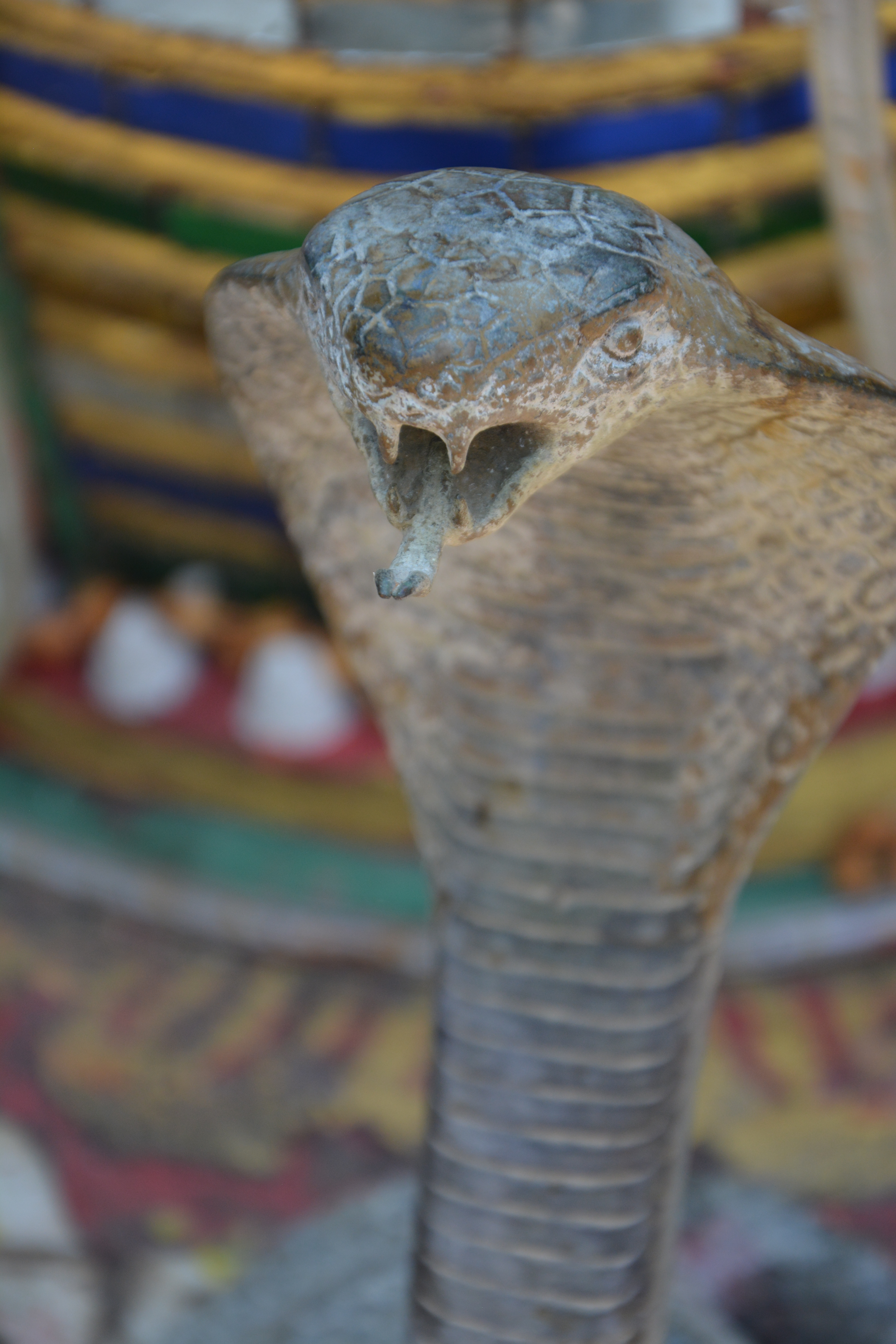
cobra de pierre dans un temple bouddhique de Chiang Mai, Thailande

D’après l’historien indianiste Louis Frédéric[réf. nécessaire], les serpents sont dans la plupart des croyances locales des génies du sol, des esprits chtoniens (c’est-à-dire associés à la terre et au bas, contrairement aux esprits célestes) possédant la terre et ses trésors.
Mais à l’encontre de toutes les autres catégories de serpents (sarpa), les cobras sont ceux qui animent le plus les mythologies indiennes, où ils sont divinisés et munis d’une véritable personnalité. Ainsi sont-ils très souvent associés au culte de Shiva, qui dans certaines de ses représentations en tient un enroulé sur l’un de ses bras gauches.
Et dans ces représentations, les cobras ne sont autres que les nâgas, divinités chtoniennes au buste humain et au corps de serpent et considérées comme des esprits des eaux dans tous les folklores de l’Asie, notamment en Extrême-Orient où ils sont figurés par les dragons.
En fait, dans l’iconographie traditionnelle indienne, les naga sont généralement représentés avec une tête humaine munie d’un capuchon de cobra. Ils peupleraient les patala, régions souterraines des enfers, gardant les trésors du sous-sol. En compagnie de leurs femelles, les nagini (particulièrement réputées pour leur grande beauté), ils s’adonneraient à la poésie. Car les naga passent pour être d’excellents poètes. Ils sont même considérés comme les princes de la poésie : censés avant tout être les maîtres des nombres, ils seraient donc, de ce fait, passés tout naturellement maîtres dans l’art de la métrique poétique. Et s’ils sont également les princes de l’arithmétique, c’est, comme le dit la légende, parce qu’ils sont au nombre de mille. Autrement dit, par leur fécondité extrême, les naga symbolisent la multitude indénombrable. 
Et comme la métrique c’est aussi et surtout la régulation du rythme, ils sont quelquefois mis en association avec le rythme des saisons et des cycles du temps.
Le cobra, quant à lui, est un long serpent, ses dimensions variant de un mètre à cinq mètres 
Et c’est par allusion à cette longueur considérable que les hindous l’ont rangé parmi les démons appelés mahonaga (grands serpents).
Mais c’est le cobra royal (qui mesure jusqu’à 5 mètres) que l’on a choisi tout naturellement pour diriger la tribu.
Plusieurs noms lui ont été donnés en tant que roi des naga : Vâsuki, Muchalinda, Muchilinda, Muchalinga, Takshasa, Shesha, etc., auxquels de nombreux mythes sont attachés.
Par exemple, dans la mythologie brahmanique, c’est sous le nom de Vâsuki que le roi des naga aurait été utilisé par les deva (les dieux) et les asura (les anti-dieux) comme corde pour faire tourner le Mont Meru sur son axe, afin de faire baratter la mer de lait et en extraire le nectar de l’immortalité, l’amrita.
Autre exemple, une légende bouddhique veut que le roi Muchilinda ait protégé de la pluie et des inondations le Bouddha, alors en profonde méditation, en lui faisant un haut siège de ses anneaux repliés et en formant un abri de son capuchon à sept têtes de cobras.

#### Shesha
Mais le nom qui revient le plus fréquemment est celui de Shesha. Figuré quelquefois comme un être à sept têtes de serpent, celui-ci est représenté le plus souvent comme un serpent à mille têtes. Et c’est pourquoi le terme de Sheshashirsha (tête de Shesha) signifie bien souvent mille en tant que mot-symbole numérique.
Selon sa propre étymologie, Shesha, c’est le vestige, celui qui reste (à la suite de la destruction de l’univers). On l’appelle d’ailleurs Adi Shesha (de Adi, commencement). Car Shesha, c’est aussi et surtout le serpent originel, né de l’union de Kashyapa et Kadru (l’immortalité). Et comme il avait épousé Anantashirsha (la tête d’Ananta), c’est-à-dire le «commencement de l’éternité», Shesha, selon les cosmologies et mythologies indiennes, est donc ainsi devenu à la fois le fils de l’immortalité, le vestige des univers détruits et le germe de toutes les créations futures.

#### Ananta
Le roi des naga représente ainsi la nature primordiale, la durée sans limite de l’éternité et l’immensité sans bornes de l’infini. Shesha n’est donc autre qu’Ananta : cet immense serpent flottant sur les eaux primordiales du chaos originel et de l’«océan d’inconscience», et sur les anneaux duquel Vishnu, couché, se repose entre deux créations du monde ; c’est là que ce dernier donne naissance à Brahma qui surgit de son nombril.

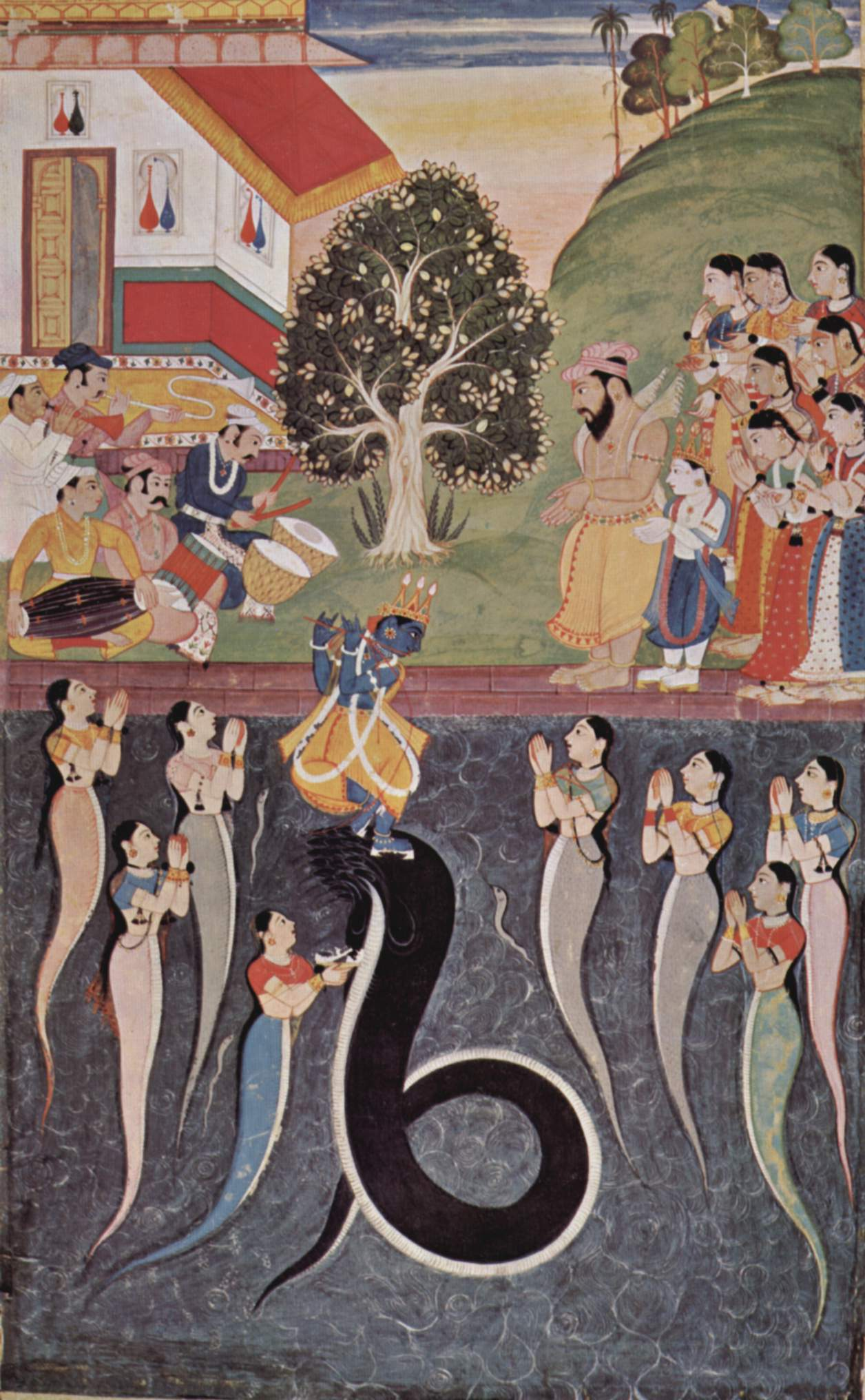
Kaliya vaincu par Krishna

Mais Ananta, c’est aussi le grand prince des ténèbres. Chaque fois qu’il ouvre sa gueule, un tremblement de terre se produit. 
Et c’est bien lui qui, à la fin de chaque kalpa (cycle cosmique de 4 320 000 000 d’années), provoque, en crachant, le feu destructeur de toute création de l’univers.
Or, Ananta, c’est également Ahirbudhnya (ou Ahi Budhnya), le fameux serpent des profondeurs de l’océan qui, selon la mythologie védique, serait né des eaux sombres.
En plus de génie du sol et d’esprit chtonien possédant la terre et ses trésors, le serpent apparaît donc ainsi comme un esprit des eaux (aptya) vivant dans les mondes inférieurs (patala).
À leur manière, certains mythes indiquent clairement cette ambivalence de la nature du reptile, comme la légende qui rapporte l’histoire de Kaliya, le roi des naga de la rivière Yamuna ; c’est un serpent à quatre têtes aux proportions monstrueuses, qui, vaincu par Krishna, alors âgé de cinq ans seulement, était allé se réfugier dans les profondeurs de l’océan.
Dans ce mythe, il faut noter cette allusion aux quatre têtes du roi des naga, alors que celui-ci, sous le nom de Muchalinda, est souvent muni de sept capuchons de cobra (concept exporté et fermement institué au Cambodge), lorsqu’il ne s’agit pas des mille têtes d’Ananta.

### Dans le folklore basque
Image pré-chrétienne du serpent représentant les forces primordiales : le dieu mâle Sugaar est souvent associé avec le serpent ou le dragon mais peut tout aussi bien prendre d'autres formes. Son nom peut être interprété comme le « serpent mâle ». 
Augustin Chaho, un écrivain du XIXe siècle modifia les mythes basques pour créer le Leherensuge, serpent légendaire dont la réapparition dans le futur marquera la renaissance du peuple basque.

### Dans la Genèse judéo-chrétienne

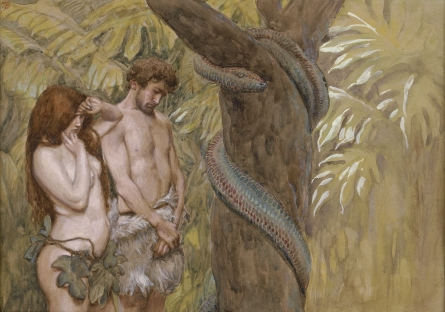
La Malédiction divine, James Tissot, v. 1896-1902

- Genèse
- Nahash
- Péché originel

### Dans le monde italique et romain
La déesse Angitia des peuples osco-ombriens était liée aux serpents, sur lesquels elle pouvait exercer son pouvoir ; elle était particulièrement honorée chez les Marses, où se trouvait le sanctuaire du Lucus Angitiae, au bord du lac Fucin. Son culte se poursuit après la conquête romaine.

### Dans la mythologie nordique
- Jörmungand

### Cuvette congolaise
Kongolo est  le terme générique du serpent arc-en-ciel dans la mythologie des peuples de la cuvette congolaise. Par exemple en langue Kikongo, Kongolo signifie arc-en-ciel (Source, page 26 et aussi le Livre Kongolo). Un serpent accompagne la Déesse-mère Mami Wata du culte africain vaudou.

### Culture aborigène d'Australie
- Serpent arc-en-ciel
- Wagyl
- Yurlungur

## Croyances liées au serpent

### Les serpents et le lait
Plusieurs croyances répandues à travers le monde indique que certains serpents particuliers sont amateurs de lait, jusqu'à voler le lait maternel aux bébés. Cette croyance serait issue de leur présence à proximité des étables où se trouvent les vaches, pour y chasser les rongeurs qui s'y trouvent . En Amérique on parle de l'alicante ou parfois de serpent laitier pour désigner ces serpents.

## Serpents et créatures serpentines légendaires
- En Afrique subsaharienne : Miniambaladougou
- En Amérique du Nord : le joint snake
- En Amérique du Sud : le Peuchen

## Le serpent dans les arts

### Contes traditionnels
- Divers contes font référence à la chair du serpent, laquelle, une fois ingérée, permet de comprendre le langage des animaux, et en particulier des oiseaux. Voir Le Serpent blanc (conte de Grimm).

### Littérature
- Gros-Câlin

### Films
- Catégorie:Film mettant en scène un serpent